# Beneath the Sea (film 1915)
Beneath the Sea è un cortometraggio muto del 1915 scritto, diretto e interpretato da Wilbert Melville.

## Produzione
Il film fu prodotto dalla Lubin Manufacturing Company.

## Distribuzione
Distribuito dalla General Film Company, il film - un cortometraggio in due bobine - uscì nelle sale USA il 25 febbraio 1915.